# 영광의 신학
영광의 신학(theology of glory, theologia gloriae)이란 십자가의 신학과 반대적인 개념으로 인간의 공로로 구원을 받을 수 있다고 주장한다. 중세 스콜라주의 신학을 말한다. 마르틴 루터는 영광의 신학’즉, 힘과 정복을 추종하던 당시 로마 가톨릭 교회의 신학을 비판하였다. 루터는 중세 스콜라주의 영광의 신학은 고난 속에서 숨어계신 하나님을 알지 못한다고 한다. 반대로 그의 십자가의 신학은 인간은 구원을 받을만한 도덕적 능력이 있다고 주장하던 영광의 신학을 부정하고, 하나님의 은혜에 의한 구원을 주장함으로써 하나님의 자비와 은혜를 강조한 은혜의 신학이기도 하다.

## 부흥을 추구하는 것
R. 스콧 클라크는 조너선 에드워즈와 같은 부흥을 추구하는 신학에 대하여 영광의 신학의 한 부류에 속한다고 주장하였다.  그는 십자가의 신학에서 보듯이, 하나님의 계시된 뜻에 복종하여 침묵으로 참고 기다리는 것이 아닌, 영광의 신학은 이 땅에서 특정한 영광을 간구하는 형태로 보여진다고 주장하였다.  즉, 부흥을 갈망하는 것이 이 땅에서의 승리를 계속해서 이루자는 더 높은 삶을 추구한다는 것이다.

## 같이 보기
- 십자가의 신학